# 1892年全米選手権 (テニス)
1892年 全米選手権（1892ねんぜんべいせんしゅけん）に関する記事。

## 大会の流れ
- この年から混合ダブルスが正式競技に加わり、これで全米選手権の実施5部門（男子シングルス・男子ダブルス・女子シングルス・女子ダブルス・混合ダブルス）がすべて揃った。
- 1881年から1967年まで、全米選手権は各部門が個別の名称を持ち、大会会場も別々のテニスクラブで開かれた。これが他の3つのテニス4大大会と大きく異なる点である。
  - 男子シングルス　名称：全米シングルス選手権（U.S. National Singles Championship）／会場：ロードアイランド州、ニューポート・カジノ　（最初の会場、1914年まで）
  - 男子ダブルス　名称：全米ダブルス選手権（U.S. National Doubles Championship）／会場：ロードアイランド州、ニューポート・カジノ　（最初の会場に戻る。1890年-1892年の3年間）
  - 女子シングルス　名称：全米女子シングルス選手権（U.S. Women's National Singles Championship）／会場：ペンシルベニア州、フィラデルフィア・クリケット・クラブ　（女子部門競技はすべてこの会場、1887年-1920年まで）
  - 女子ダブルス　名称：全米女子ダブルス選手権（U.S. Women's National Doubles Championship）／会場：フィラデルフィア・クリケット・クラブ　（1889年-1920年まで）
  - 混合ダブルス　名称：全米混合ダブルス選手権（U.S. Mixed Doubles Championship）／会場：フィラデルフィア・クリケット・クラブ　（1892年-1920年まで）
- 男女シングルスでは、「チャレンジ・ラウンド」（Challenge Round, 挑戦者決定戦）と「オールカマーズ・ファイナル」（All-Comers Final）で優勝を決定した。男子シングルスでは第4回大会の1884年から実施されてきたが、女子シングルスは第2回競技の1888年から行われた。
  - 大会前年度優勝者を除く選手は「チャレンジ・ラウンド」に出場し、前年度優勝者への挑戦権を争う。前年度優勝者は、無条件で「オールカマーズ・ファイナル」に出場できる。チャレンジ・ラウンドの勝者と前年度優勝者による「オールカマーズ・ファイナル」で、当年度の選手権優勝者を決定した。
- 競技ルールは、基本的にはウィンブルドン選手権に準拠して実施された。1セットの流れも、一方が2ゲーム勝ち越すまでセットを続行する方式に落ち着いた。当時の女子シングルスには、他に類例のない特色がいくつかあった。
  - 出場選手が11名であったため、1回戦出場選手8名の超過分（本年は3名）を絞り落とす「予選ラウンド」（Preliminary Round）が行われた。
  - 女子シングルスの「オールカマーズ・ファイナル」が、1891年から最大5セット・マッチに拡大された。テニス4大大会の女子シングルスで最大5セット・マッチが行われたのは、1890年代-1901年の全米選手権だけである。
- 初期の全米選手権のように、外国人出場者が少なかった時期は、地元アメリカ人選手の国籍表示を省略する。

## 大会前年度優勝者
- 男子シングルス：オリバー・キャンベル
- 男子ダブルス：オリバー・キャンベル＆ボブ・ハンティントン
- 女子シングルス： マーベル・カーヒル
- 女子ダブルス： マーベル・カーヒル＆エンマ・モーガン　［カーヒル、パートナーを変更］

## 男子シングルス

### チャレンジラウンド
準々決勝
- ロバート・レン vs. マントル・フィールディング　6-1, 4-6, 9-7, 6-0
- フレッド・ホビー vs. リチャード・スティーブンス　6-1, 6-4, 6-0
- エドワード・L・ホール vs. サミュエル・チェイス　1-6, 6-3, 4-6, 6-2, 6-3
- ウィリアム・ラーンド vs. バレンティン・ホール　6-4, 6-3, 7-5

準決勝
- フレッド・ホビー vs. ロバート・レン　6-4, 7-5, 6-3
- ウィリアム・ラーンド vs. エドワード・L・ホール　2-6, 6-0, 6-4, 1-6, 8-6

決勝
- フレッド・ホビー vs. ウィリアム・ラーンド　6-0, 6-2, 7-5

### オールカマーズ決勝
- オリバー・キャンベル vs. フレッド・ホビー　7-5, 3-6, 6-3, 7-5　（キャンベルが本大会の優勝者になる）

## 女子シングルス

### チャレンジラウンド
予選
- ハリエット・バトラー vs. エミー・ウィリアムズ　6-2, 6-1
- アナベラ・ウィスター vs. エセル・バンクソン　6-2, 5-7, 6-2
- オーガスタ・シュルツ vs. エルシー・ドナルソン　6-1, 3-6, 6-3

1回戦
- エリザベス・ムーア vs. エリザベス・スレビン　6-0, 6-0
- アナベラ・ウィスター vs. ハリエット・バトラー　6-4, 2-6, 8-6
- ヘレン・デイ・ハリス vs. ハッティー・ビューモント　6-2, 4-6, 6-2
- オーガスタ・シュルツ vs. ジョセフィン・ホワイト　6-1, 6-1

準決勝
- エリザベス・ムーア vs. アナベラ・ウィスター　不戦勝
- ヘレン・デイ・ハリス vs. オーガスタ・シュルツ　6-2, 8-6

決勝
- エリザベス・ムーア vs. ヘレン・デイ・ハリス　5-7, 6-1, 6-1

### オールカマーズ決勝
- マーベル・カーヒル vs. エリザベス・ムーア　5-7, 6-3, 6-4, 4-6, 6-2　（カーヒルが本大会の優勝者になる）

## 決勝戦の結果
- 男子シングルス：オリバー・キャンベル vs. フレッド・ホビー　7-5, 3-6, 6-3, 7-5　［オールカマーズ決勝］
- 男子ダブルス：オリバー・キャンベル＆ボブ・ハンティントン vs. バレンティン・ホール＆エドワード・L・ホール　6-4, 6-2, 4-6, 6-3
- 女子シングルス： マーベル・カーヒル vs. エリザベス・ムーア　5-7, 6-3, 6-4, 4-6, 6-2　［オールカマーズ決勝］
- 女子ダブルス： マーベル・カーヒル＆アデライン・マッキンレー vs. ヘレン・デイ・ハリス＆エミー・ウィリアムズ　6-1, 6-3
- 混合ダブルス：クラレンス・ホバート＆ マーベル・カーヒル vs. ロッドモンド・ビーチ＆エリザベス・ムーア　6-1, 6-3